# Wallace és Gromit: A nagy sajttúra
A Wallace és Gromit: A nagy sajttúra, HBO szinkronban: Wallace és Gromit: A nagy kirándulás (eredeti cím: A Grand Day Out with Wallace and Gromit) brit gyurmafilm, amely Wallace és Gromit című televíziós sorozat első része. a filmet Nick Park írta és rendezte, a zenéjét Julian Nott szerezte, a producere Rob Copeland volt. Az Aardman Animation Studios készítette, a BBC forgalmazta.

## Szereplők

### Magyar hang
| Szereplő | Eredeti hang | Magyar hang      | Magyar hang    |
| Szereplő | Eredeti hang | HBO, 1996        | TV2, 2004      |
| -------- | ------------ | ---------------- | -------------- |
| Wallace  | Peter Sallis | Gyabronka József | Harsányi Gábor |

### Szinkronstábok
| Magyar változat munkatársai | Magyar változat munkatársai | Magyar változat munkatársai |
| Beosztás                    | HBO, 1996                   | TV2, 2004                   |
| --------------------------- | --------------------------- | --------------------------- |
| Felolvasó                   | Oberfrank Pál               | Bay Éva                     |
| Magyar szöveg               | Soproni Klára               | Pallinger Emőke             |
| Hangmérnök                  | Pető Gábor                  | Sebestyén Dezső             |
| Vágó                        | –                           | Sebestyén Dezső             |
| Gyártásvezető               | Habdák Gabriella            | Németh Piroska              |
| Szinkronrendező             | Aprics László               | Nándori István              |
| Stúdióvezető                | Szabó Szergej               | –                           |
| Szinkronstúdió              | HBO                         | Masterfilm (Digital) Kft.   |
| Megrendelő                  | –                           | TV2                         |